# تحليل القابلية
تحليل القابلية (بالإنجليزية: Identifiability analysis)‏ هو مجموعة من الأساليب الموجودة في الإحصاءات الرياضية التي يتم استخدامها لتحديد مدى صحة المعاملات في النموذج من خلال كمية ونوعية البيانات التجريبية. لذلك، لا تحدد هذه الأساليب قابلية النموذج فحسب، بل أيضًا علاقة النموذج ببيانات تجريبية معينة أو بشكل أعم، عملية جمع البيانات.

## المقدمة
على افتراض أن حسن مطابقة النموذج مناسبة للبيانات التجريبية، فإن مقدار التناسب لا يبين صحة تقديرات المعامل في النموذج. ولكن مقدار التناسب لا يكفي أيضًا لإثبات أن النموذج تم اختياره بشكل صحيح. على سبيل المثال، إذا كانت البيانات التجريبية غير متناسقة أو كان هناك كمية غير كافية من نقاط البيانات، فقد يكون بسبب أن قيمة المعامل تغيرت كثيرا ولايلزم ذلك التأثير بشكل كبير على مقدار حسن المطابقة. لمعالجة هذه المشكلات، يمكن تطبيق تحليل القابلية كخطوة مهمة لضمان الاختيار الصحيح للنموذج والكمية الكافية من البيانات التجريبية. والغرض من هذا التحليل هو إما أنه إثبات كمي على أن اختيار النموذج كان صحيحا وأن البيانات التجريبية التي تم الحصول عليها كاملة، أو أن يكون هذا التحليل بمثابة أداة للكشف عن المعاملات الغير قابلة للتعريف أو الغير محددة، مما يساعد في تخطيط التجارب وبناء وتحسين نموذج في مراحله المبكرة.

## تحليل القابلية الهيكلي والعملي
تحليل القابلية الهيكلي هو نوع معين من التحليل الذي يتم فيه فحص بنية النموذج نفسه لعدم قابلية تحديد هويته. قد تتم إزالة الأوجه الغير متعرف عليها بشكل تحليلي من خلال استبدال المعاملات الغير قابلة للتعريف بواحدة من مجموعاتها أو بطريقة أخرى. يزود النموذج بعد تطبيقيه بعدد من المعاملات المستقلة لمحاكاة مجموعة بيانات تجريبية محددة والتي توفر بيانات تجريبية ملائمة عن طريق جعل نتائج القياس غير متأثرة بتغيرات قيم المعاملات، وبالتالي تركها من غير تحديد. ويشار أيضًا إلى الطرق الهيكلية على أنها طرق استنباطية، لأنه يمكن أيضًا إجراء تحليل عدم قابلية التحديد بحساب وظائف نقاط القياس المناسبة ، من خلال استكشاف عدد درجات الحرية (الإحصاء) للنموذج وعدد الظروف التجريبية المستقلة لتكون متنوعة.
يمكن إجراء تحليل القابلية العملي من خلال استكشاف مقدار تناسب النموذج الحالي بالبيانات التجريبية. بمجرد قياس المقدار المناسب، يمكن إجراء تحليل قابلية للمعامل إما محليًا بالقرب من نقطة معينة (عادةً ما تكون بالقرب من قيم المعامل التي توفر أفضل نموذج مناسب) أو عالميًا عبر مساحة أوسع للعوامل المتغيرة. والمثال الشائع لتحليل القابلية العملي هو طريقة تقدير الاحتمالية للملف.

## ملاحظة
- (Cobelli & DiStefano (1980